# Fazekas-hegyi-barlang
A Fazekas-hegyi-barlang a Duna–Ipoly Nemzeti Park területén lévő Fazekas-hegyen, Budapest II. kerületében található egyik barlang.

## Leírás
A barlang bejárata a Budapest II. kerületében elhelyezkedő Fazekas-hegy Ny-i oldalába mélyített, már nem működő kőbányában van. Könnyen elérhető a kőfejtő személygépkocsival, mert a Torda utcának majdnem a kőfejtőnél van vége. A Budai Tájvédelmi Körzetben található Fazekas-hegyi-barlang íves alakú, természetes jellegű, lejtő tengelyirányú, 1,2 m széles és 1,25 m magas bejárata a kőbánya D-i részén lévő sziklafal tövében fekszik. A Fazekas-hegyi-barlang felett, a sziklafalban van a Fazekas-hegyi Felső-barlang bejárata. Ugyanannak a határozott tektonikus hasadéknak a mentén húzódik mindkét barlang, össze lehetne bontani őket egymással.
A felső triász dachsteini mészkőben keletkezett Fazekas-hegyi-barlang 10,5 m hosszú, 0 m magas, 4,4 m mély, 4,4 m függőleges kiterjedésű és 7,1 m vízszintes kiterjedésű. A barlang elhelyezkedését, keletkezését egy jelentős méretű tektonikus hasadék határozta meg, ezt követi az üregrendszer lefutásának iránya. Az üreg tektonikus elmozdulás, karsztvízszint alatti oldódás, korrózió és omlás miatt jött létre. A barlangbejárat utáni lejtős, alagútszerű rész mennyezete szálkőzetből áll, de a lejtő aljánál, majd a belső részeken a mennyezetet, valamint a Ny-i oldalfalat nagy omladéktömbök és agyagos üledék képezik. A barlang belső részén az aljzat kitöltése szintén vörösagyag, míg elülső részét humuszos, növénytörmelékes hordalék jellemzi. A barlang bejárati része zöldes színű az algás-zuzmós bevonattól. Ezen a részen sok szemét fordul elő, de mivel a kőfejtő nagyon szemetes, ezért annak is örülni lehet, hogy nem töltötték fel szeméttel a barlangot.
A hasadék térformájú barlang aljzata lejt és jellemző szelvénytípusa a hasadék szelvény. Gömbüst, breccsazóna és ősmaradványok figyelhetők meg az üregrendszerben. Leginkább a hasadékszerű barlang középső részére jellemzők képződmények, amelyek nem látványosak, jelenleg nem fejlődnek. Az ásványi kitöltés masszív, borsóköves bekérgezésekből, cseppkőbekérgezésekből és kalcitlemezekből áll. Lekerekített, oldott-koptatott formák nem jellemzők a szabadon álló falfelületekre. Könnyen bontható lenne a barlang belső részén lévő, agyagos kitöltés (ilyen jellegű munka nyoma látszódik is), de a munka balesetveszélyes lenne az omlásveszély miatt, emiatt ez a tevékenység csak nagy elővigyázatossággal, valamint mennyezetbiztosítással lenne végezhető. Az engedély nélkül megtekinthető barlang könnyű sétával megközelíthető és könnyen járható.
Előfordul a barlang az irodalmában Fazekas-barlang (Bertalan 1976), Fazekashegyi barlang (Bertalan 1976), Fazekas-hegyi-hasadékbarlang (Kordos 1984), Fazekashegyi viznyelő (Bertalan 1976) és Fazekas-hegyi-víznyelő (Kordos 1984) neveken is. 2004-ben volt először Fazekas-hegyi-barlangnak nevezve a barlang az irodalmában.

## Kutatástörténet
Az 1963. évi Karszt- és Barlangkutatási Tájékoztatóban, a BEAC Barlangkutató Csoportjának 1962. évi munkájáról szóló jelentésben az van írva, hogy 1962-ben a csoport tagjai a Fazekas-hegyen (Hűvösvölgyben), a Torda utcára néző kőfejtőben található dachsteini mészkő tektonikus hasadékában hévizes nyomokat találtak. A földtani térképek szerint a környéken van édesvízi mészkő. A hasadékban lévő, lemezes kalcit és a környéken felfedezhető édesvízi mészkő jelenlétéből hévizes kialakulású barlang létezésére következtettek a csoporttagok. A hasadékból, a hasadék bejáratától ferdén lefelé kb. 10 m-t tudtak bejárni. Hévizes nyomok jelentkeztek a hasadék végén, ahol néhány méterre továbbláttak az omladéktömbök között. A Fazekas-hegyen végzett munkát abbahagyták, mert életveszélyes volt. A munkát csak akkor tudják folytatni, ha megfelelő felszereléssel rendelkeznek.
Az 1964. évi Karszt- és Barlangkutatási Tájékoztatóban az olvasható, hogy a Budapest II. kerületében elhelyezkedő Fazekas-hegyen található egy kőfejtő, amely a Torda utcára tekint. A kőfejtőben lévő dachsteini mészkő tektonikusan preformált hasadékaiban van egy kis kőfülke, amelyet a közelben lakók pincének használnak. A BEAC Természetjáró Szakosztály Barlangkutató Csoportja 1962-ben kezdte el a kőbányában a feltáró munkát, egy hévizes eredetű üregrendszer kibontását. A csoport tagjai folytatták 1963-ban a munkát a Fazekas-hegyen. Kb. 360 óra alatt 10 m³ törmeléket távolítottak el és így kb. 10 m-t haladtak előre. Munkavégzéskor történt egy kis baleset. A baleset miatt csak biztosítással tudták volna folytatni a munkát, de mivel nem voltak meg ehhez az anyagi eszközeik, ezért ideiglenesen befejezték a munkát. Elkezdték a hely kőzettani és ásványtani feldolgozását, a terület pontos felmérését, beszintezését és feltérképezését. Minden bizonnyal tavasszal befejezik a térképkészítő munkát.
Az 1964-ben kiadott, Geológiai kirándulások Budapest környékén című könyvben szó van arról, hogy a Fazekas-hegyen, az Uzsoki utca és a Tordai utca kereszteződésénél lévő nagy kőfejtőben megfigyelhető a víz nagy, korróziós munkája. A kőbányában található hasadékok, fej, sőt annál is nagyobb üregek, melyek egy része pár méter mély, járható méretű és általában kürtőben végződik, jelzik, hogy a kéregmozgások miatt kialakult repedéseket a felszíni víz oldó hatása tágította.
Hasadékok, üregek, barlangok vannak a régi nagy mészkőbánya ÉK-i falán. Ezek mutatják a víz korróziós munkáját azokon a helyeken, ahol korábban mélyebbreható kéregmozgás történt. Az Uzsoki utca 7. számú ház felett magára vonja a figyelmet 3 nagyobb üreg. Ezek közül mászható a DNy-ra lévő. A kőfejtő K-i sziklafalán cseppkőhalmaz látható, amely felett egy kb. 5 m magas, 0,6–0,8 m széles víznyelő bejárata feketéllik. Itt és a közelében lévő helyeken érdemes volna óvatos bontással megbizonyosodni arról, hogy vannak-e itt nagyobb üregek, esetleg barlang is. A sok, barlangi agyagos törmelék lezárja az utat.

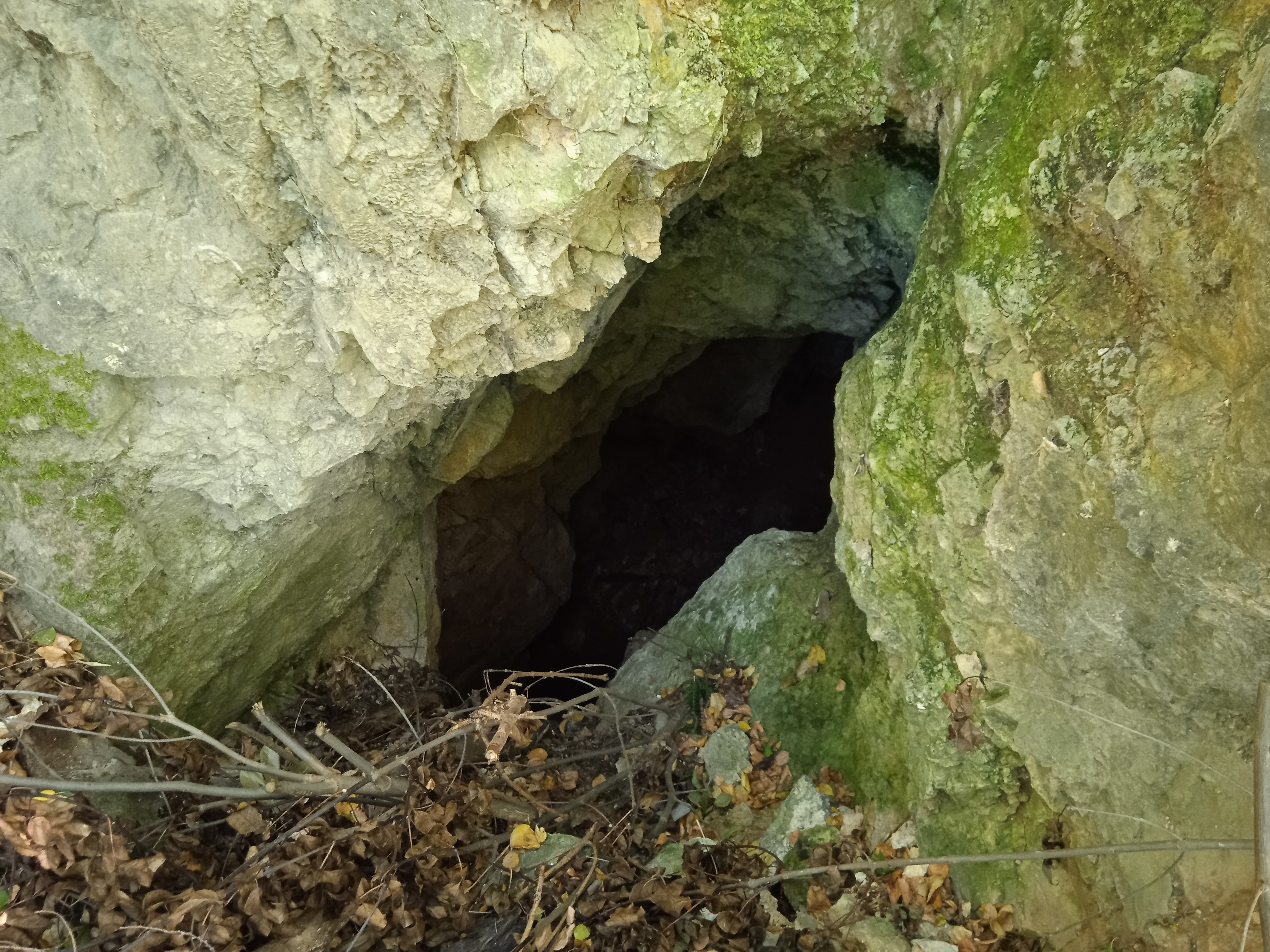
A Fazekas-hegyi-barlang bejárata

Az 1976-ban befejezett és Bertalan Károly által írt, Magyarország barlangleltára című kézirat szerint Budapest II. kerületében, Hűvösvölgyben helyezkedik el a Fazekashegyi barlang, amelynek másik neve Fazekas-barlang, és lehet, hogy azonos a Fazekashegyi viznyelővel. A Torda utcára nyíló kőfejtőben, az Uzsoki utca 7. számú kis ház felett, a kőbánya ÉK-i falában van a barlang bejárata. Az embernél magasabb barlangbejárat a törmeléklejtő tetején található. A hasadékbarlang kb. 10 m hosszú és 7 m mély, de egy része be van temetve. A jelentéktelen barlang szabadon látogatható. Meg lehetne próbálni felfedezni még ismeretlen részeit. A kézirat barlangot ismertető része 2 irodalmi mű alapján lett írva.
Az 1984-ben napvilágot látott, Magyarország barlangjai című könyv országos barlanglistájában szerepel a Budai-hegységben lévő barlang két külön barlangként. Az egyik barlangnak Fazekas-hegyi-hasadékbarlang (Fazekas-barlang) a neve, a másiknak pedig Fazekas-hegyi-víznyelő. A listához kapcsolódóan látható a Dunazug-hegység barlangjainak földrajzi elhelyezkedését bemutató 1:500 000-es méretarányú térképen a két barlang földrajzi elhelyezkedése. 2004-ben Gazda Attila mérte fel a Fazekas-hegyi-barlangot, majd 2004. augusztus 28-án Gazda Attila a felmérés alapján megszerkesztette a barlang (Budapest II. kerülete) alaprajz térképét és 3 keresztmetszet térképét. Az alaprajz térképen látható a 3 keresztmetszet elhelyezkedése a barlangban. A térképlapon jelölve van az É-i irány.
A barlang 2004. augusztus 28-án készült nyilvántartólapja szerint a Fazekas-hegyi-barlang (Fazekas-barlang, Fazekashegyi-víznyelő) a 4732-es barlangkataszteri területen, Pest megyében, Budapesten, a Budai-hegységben helyezkedik el. A 245 m tszf. magasságban található barlangbejárat koordinátái: 244593 (x), 643054 (y). A felső triász dachsteini mészkőben keletkezett, részletesen felmért barlang 10,5 m hosszú, 0 m magas, 4,4 m mély, 4,4 m függőleges kiterjedésű és 7,1 m vízszintes kiterjedésű. A barlang 1964-ben volt először említve az irodalomban. A barlangot veszélyeztető tényező a hulladék. A barlang alapadatai BTI kataszteri felvétel alapján lettek megállapítva. Groma Klára 2011. évi kéziratában meg van említve, hogy a Budapest II. kerületében, az 50136 helyrajzi számú területen lévő és 4732-7 barlangkataszteri számú Fazekas-hegyi-barlang védett, 10,5 m hosszú, 4,4 m függőleges kiterjedésű, 4,4 m mély és 0 m magas.

## További irodalom
- Bertalan Károly: Kézi jegyzetek. Kézirat. (1959-től íródott.)